# M6 Mobile
 (août 2014).
Si vous disposez d'ouvrages ou d'articles de référence ou si vous connaissez des sites web de qualité traitant du thème abordé ici, merci de compléter l'article en donnant les références utiles à sa vérifiabilité et en les liant à la section « Notes et références ».
M6 mobile by Orange était une offre de télécommunications mobiles née le 9 juin 2005 d'un accord de licence de marque fondé sur l’alliance des expertises des groupes Orange et M6. 
À sa création, la marque s'adressait aux jeunes, et plus précisément aux 15-25 ans. Mais l'évolution du marché de la téléphonie mobile incite M6 mobile à complètement repenser son offre début 2013, notamment en la simplifiant, et en élargissant son public pour s'adresser à deux types de cibles : les « ados connectés » (de 11 à 18 ans, notamment les primo-accédants) et les « adultes pragmatiques » (plus de 35 ans) en quête de simplicité et de fiabilité. 
M6 Mobile était également la gamme de forfait "classiques" la moins cher proposée par Orange mais aussi sa gamme de forfaits bloqués. 
En décembre 2013, M6 mobile comptait 2 800 000 clients.
Le 31 mai 2016, Orange et M6 ont décidé de faire disparaître la marque M6 Mobile progressivement en transférant au fur et à mesure les clients vers des offres Orange ou Sosh. Ainsi ce transfert a perduré jusqu'au 30 juin 2019, date à laquelle M6 Mobile disparait définitivement.
Finalement, l'activité de M6 Mobile a rapporté 400 millions d'euros au Groupe M6.« M. Nicolas de TAVERNOST à la minute 1h22 »

## Logo

Ancien logo de M6 Mobile du 9 juin 2005 à 2009
Logo de M6 Mobile de 2009 au 30 juin 2019

## Les offres
Dès sa création, M6 mobile avait imaginé de nombreuses offres, pour répondre aux différents besoins de ses clients et du marché.  
La gamme proposée par la marque était composée de 3 forfaits : 
- Forfait 2 h 50 Mo (2 h d'appels, SMS & MMS illimités, Internet mobile 50 Mo inclus).
- Forfait 2 h 500 Mo (2 h d'appels, SMS & MMS illimités, Internet mobile 500 Mo inclus, appels illimités vers 3 n° d'amis Facebook via Evercall).
- Édition Open (forfait réservé aux membres du foyer Orange Open comprenant le forfait 500 Mo à un tarif préférentiel).

En complément, tous les clients M6 mobile bénéficiaient :
- De l’accès au réseau d’Orange en illimité.
- De la qualité du réseau Orange, et d’un accompagnement dans les 1 100 boutiques Orange.
- De l’accès au replay des chaînes du groupe M6 avec 6play, via Inside M6 mobile, le site mobile des abonnés.
- Du contrôle parental gratuit et en option.
- De la possibilité de bloquer gratuitement leur forfait ou non.

## Les avantages M6 mobile
À partir de 2013, M6 mobile proposait à tous ses clients des avantages exclusifs sur de grandes marques. Ces bons plans, accessibles depuis le web (sur m6mobile.fr) et le mobile (sur Inside M6 mobile), permettaient de bénéficier de réductions toute l’année, applicables en magasin ou en e-commerce, sur une sélection de grandes marques de vêtements, de divertissement, de voyages, etc.
M6 mobile proposait également de nombreux  jeux-concours, liés aux programmes phares de la chaîne M6 (cours de cuisine avec un finaliste Top Chef, des rencontres d’artistes, des visites en coulisses…).

## Inside M6 mobile
En 2008, M6 mobile avait lancé Inside M6 mobile, son site mobile de divertissement réservé à ses abonnés. Ce service inclus dans tous les forfaits proposait chaque jour de nouveaux jeux-concours, bons plans, vidéos... ainsi que des contenus exclusifs en lien avec les univers M6 & W9.
Un espace communautaire permettait également d'entretenir le lien entre les utilisateurs et de commenter les actualités et émissions M6 du jour. Une déclinaison web de ce site mobile avait été lancée en 2011. Chaque mois, plus d'un million de messages étaient échangés par les 200 000 utilisateurs réguliers d'Inside. Inside M6 mobile était également disponible via une application en téléchargement sous iOS et Android. 

## Les événements
M6 mobile proposait régulièrement de nombreux événements : 
- À partir de 2012, le M6 mobile DJ Expérience : compétition nationale pour élire le meilleur DJ amateur ou semi professionnel de l'année. L’un des vainqueurs avait mixé en live à Starfloor, devant près de 17 000 personnes.
- À partir de 2010, le M6 mobile Game Contest : tournée des plages nationale proposant une compétition de jeux vidéo, ainsi que des espaces de jeux de plage.
- Le M6 mobile Music Live : concert à l'air libre - gratuit (dernière édition en 2011)
- Le M6 mobile Mega Jump avec le Champion du Monde de roller sur rampe : Taïg Khris (dernière édition en 2011).

En 2010, saut en hauteur en roller à plus de 40 mètres du sol, depuis la Tour Eiffel. Record du monde homologué avec 12,50 mètres de saut dans le vide. (Lauréat du Grand Prix de l’Évènementiel Stratégies 2010 & Lauréat du Premier Prix du Raffut 2011). 
En 2011, saut en longueur en roller, depuis le Sacré Cœur. Record du monde homologué avec 29 mètres.

## Les Opérations Spéciales Digitales
- Mister V (2012) : opération de brand content avec Dailymotion, mettant en scène le postcasteur Mister V au travers de 6 vidéos thématiques
- #ImagineLeKiff (2013) : concours de photographie via Instagram permettant aux gagnants de voir leurs photos réadaptées sous forme de vidéos.
- Eat a Tweet (2013) : opération sur Twitter visant à faire gagner des followers aux twittos participants.
- Kings of Seum (2013) : opération sur Twitter & Youtube basée sur un principe de joutes de tweets.
- Fast & Fingers (2013) : opération sur Facebook visant à faire avancer le plus vite possible un livreur chargé de bons plans (cadeaux) jusque chez soi. Plus les participants interagissaient avec la page Facebook M6 mobile, plus ils faisaient avancer le livreur.
- En mode #fauxplan (2014) : opération de brand content avec les podcasteurs Seb la Frite & Léa Encore Junior, ainsi que les comédiens Catherine Benguigui (série H) & Alexandre Pesle (Caméra Café). En mode #fauxplan est une micro web-série suivant le quotidien des 4 membres d’une famille un peu particulière. Les parents sont en effet complètement déjantés et font constamment subir à leurs enfants des blagues et faux plans en cascade.

## Les campagnes de pub
M6 mobile a réalisé plusieurs campagnes de publicité TV, dont :  
- Les fausses pub (2005)
- La salive (2006)
- Les combats de conversation (2007)
- Un bon moment qui s'arrête, c'est frustrant (2008)
- La piscine (2009)
- Geyser de potes (2010)
- Success Story (2011)
- Un an plus tard (2012)
- Top mag (2013 - avec l'animateur Stéphane Plaza)
- En mode #bonplan (2013)
- En mode #10ans (2015)

## Les slogans
M6 mobile by Orange, le mobile plus :-) que :-( (2005-2008)
M6 mobile, c'est parti pour durer (2008-2009)
M6 mobile, où ça ? Dans ton mobile ! (2009-2010)
M6 mobile, t'as le profil ! (2011-2012)
M6 mobile, en mode bon plan (2013-2016)

## Concurrents
- SFR / Virgin Mobile
- Bouygues Telecom
- Free
- La Poste Mobile